# 제7회 미국 작가 조합상
제7회 미국 작가 조합상은 1954년 뛰어난 활동을 보인 영화 작가를 기리기 위해 1955년 2월에 열린 시상식이다. Moulin Rouge (restaurant)에서 개최되었다.

## 수상 및 후보

### 각본상
- 7인의 신부 - 앨버트 해킷 수상
- 워터프론트 - 버드 슐버그 수상
- 사브리나 - 빌리 와일더 수상

### 월계수상
- 로버트 리스킨 수상